# Hula (Siria)

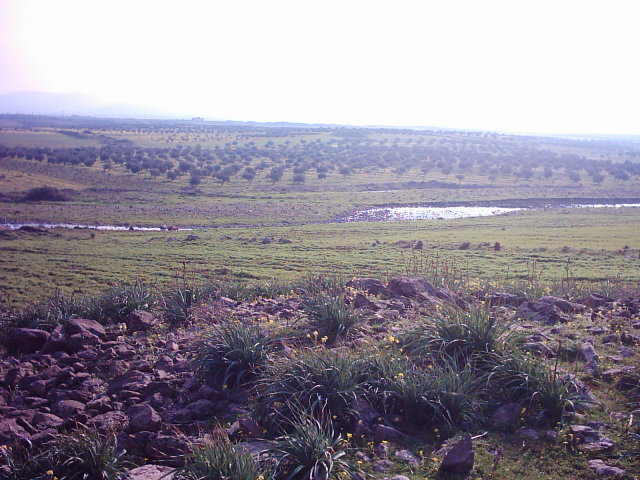
Campo de olivos en Hula, Siria

Hula (en árabe: سهل الحولة‎) es una localidad siria situada en la Gobernación de Homs en la zona rebelde desde 2011, al norte de la ciudad de Homs. Uno de sus poblados, Taldau, (también escrito 'Teldo') se encuentra en las afueras de Hula.

## Masacre de 2012
En mayo de 2012, en plena Guerra Civil Siria, Hula fue el escenario de una masacre en grandes proporciones, la cual dejó 108 personas muertas y más de 300 heridas, muchos de ellos niños y civiles inocentes. La autoría de la matanza no fue esclarecida, aunque las potencias internacionales se apresuraron a culpar al gobierno sirio.
Varios países como: España, Estados Unidos, Canadá, optaron por expulsar a los embajadores sirios de su país. Lo mismo que de frecuentes enfrentamientos entre el Ejército Libre de Siria y el ejército sirio. El 27 de ese mes observadores de Naciones Unidas  confirmaron al menos 108 muertos,  con 49 cadáveres de niños menores de 10 años.